# Karagiozis

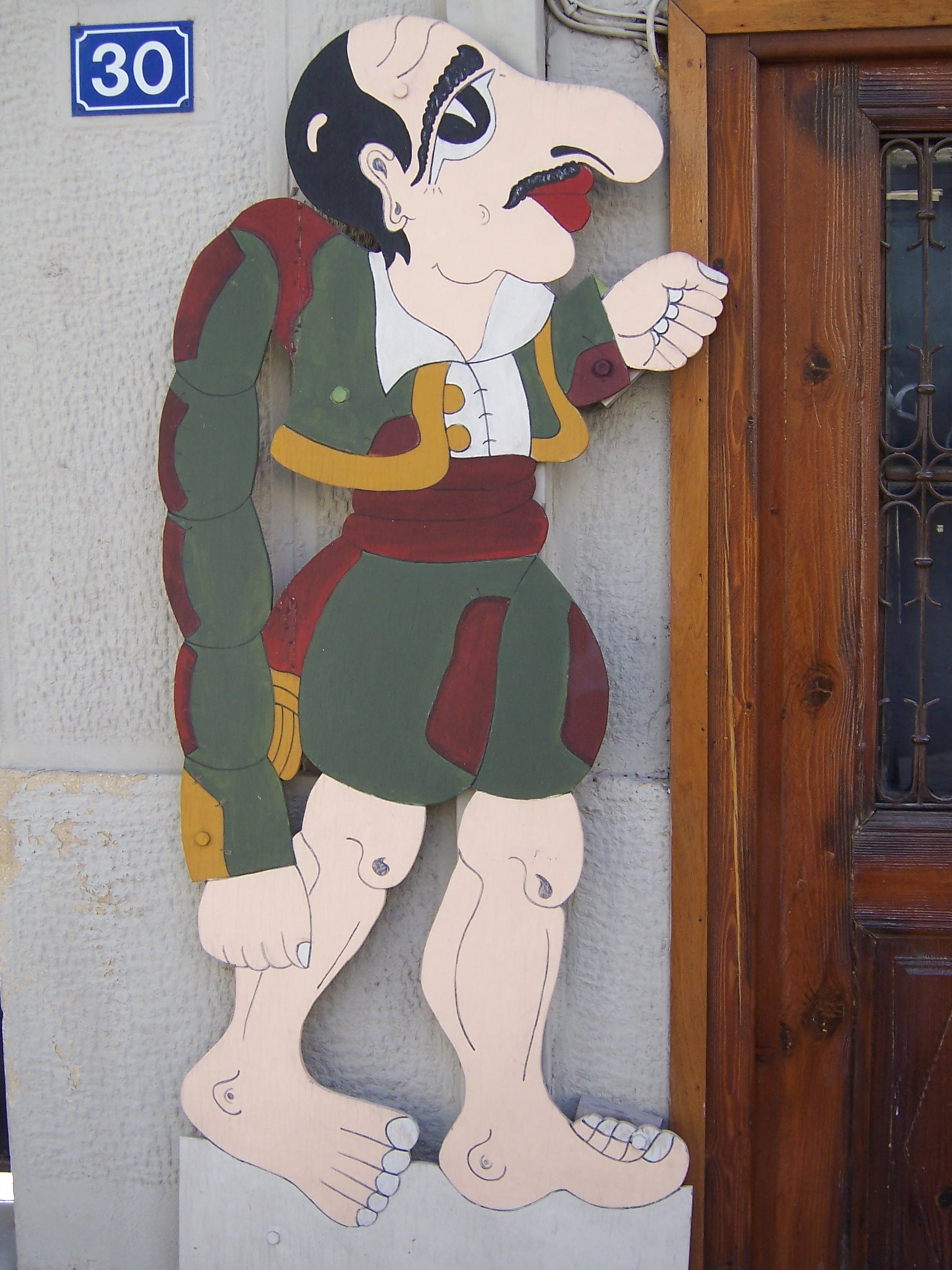
Karagiozis

Karagiozis (griechisch Καραγκιόζης, von türkisch Karagöz) ist eine volkstümliche griechische Schattenspielfigur.

## Herkunft
Die Kunst des Schattentheaters stammt ursprünglich aus Asien und beeinflusste das arabische Schattenspiel im Orient. Nach Griechenland und in andere Länder auf dem Balkan kam sie über Kleinasien während der osmanischen Herrschaft im 19. Jahrhundert in Form des türkischen Karagöztheaters. Die Figur des Karagiozis wurde Ende des 19. Jahrhunderts in Patras von Dimitrios Sardounis alias Mimaros hellenisiert, der als Gründer des modernen griechischen Schattentheaters gilt.
Das Genre wurde von der griechischen Bevölkerung aufgenommen und ist noch heute in Griechenland populär, wenn auch die Begeisterung seit den 1980er Jahren, als es regelmäßige Karagiozis-Sendungen im Fernsehen gab, zurückgegangen ist.

## Szenario

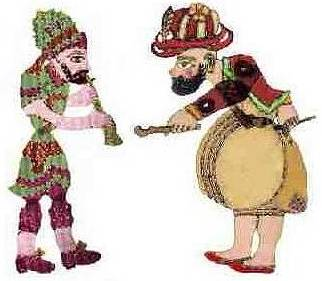
Karagiozis und Hadjiavatis

Karagiozis ist ein armer, buckliger Grieche. Sein rechter Arm ist überlang, seine Kleider sind geflickt, er ist stets barfuß. Er lebt zur Zeit des Osmanischen Reiches mit seiner Frau Aglaia und seinen drei Jungen. Die Kulisse zeigt links seine Hütte und rechts den Sultanpalast (Serail). Um seine Familie zu ernähren, versucht Karagiozis, auf spitzbübische und plumpe Weise zu Geld zu kommen.
Neben rein komödiantischen Stücken gibt es solche, die vom Befreiungskampf gegen die osmanische Herrschaft inspiriert sind und in denen Karagiozis als Helfer eines Helden fungiert.
Die Handlung beruht oft auf folgendem Schema:
1. Karagiozis erscheint tanzend und singend mit seinen drei Söhnen. Er begrüßt das Publikum und führt witzige Dialoge mit seinen Kindern.
2. Der Wesir erklärt, dass er jemanden für eine bestimmte Aufgabe benötigt.
3. Hadjiavatis gehorcht und beginnt die Neuigkeit zu verkünden, bis Karagiozis es hört.
4. Zunächst verärgert über Hadjiavatis, sieht Karagiozis irgendeine Möglichkeit Geld zu verdienen,.
5. Karagiozis versucht entweder dem Wesir zu helfen oder ihn übers Ohr zu hauen. Die anderen Figuren erscheinen eine nach der anderen (oft mit einem bestimmten Lied als Erkennungsmelodie). Karagiozis führt lustige Dialoge mit ihnen, verspottet sie, hält sie zum Narren oder vertreibt sie.
6. Schließlich wird Karagiozis entweder vom Wesir belohnt oder sein Übermut wird bestraft.

Einige der bekanntesten Stücke sind:
Alexander der Große und die verwunschene Schlange, Karagiozis als Arzt, als Koch, als Senator, als Gelehrter, als Prophet.

## Die wichtigsten Charaktere
- Karagiozis, ein armer griechischer Gauner, dessen Hauptinteresse Essen und Schlafen ist.
- Chatziavatis (Χατζηαβάτης, oft Hadjiavatis geschrieben, von türkisch Hacivat), sein türkischer Gegenspieler, Freund und Kumpan von Karagiozis, ist ein ehrenwerter und seriöser, aber obrigkeitshöriger Charakter, der häufig in die Machenschaften des Karagiozis verwickelt wird. Oft wird Karagiozis von ihm informiert, manchmal machen sie Geschäfte miteinander, manchmal ist er das Opfer der Tricks von Karagiozis.
- Kollitiria (Κολλητήρια), die drei Söhne des Karagiozis
- Aglaia, seine Frau
- Barba Jorgos (Μπάρμπα Γιώργος ‚Onkel Giorgos‘), der den unverfälschten Griechen vom Lande verkörpert, ungehobelt, stark, breit und in traditioneller Kleidung. Im Zweifel steht er seinem Neffen tat- und schlagkräftig bei.
- Stavrakas (Σταύρακας), ein erbärmlicher Tyrann; als einzige Figur außer der von Karagiozis hat er einen langen beweglichen Arm. Er repräsentiert die in Piräus dominierende Rembetiko-Tradition. Karagiozis macht sich meist über ihn lustig.
- Sior Dionysios (Σιορ Διονύσιος), ein „italienischer“ Gentleman angeblich adeliger Herkunft von der Insel Zakynthos.

## Spielfiguren
Die Figuren bestehen aus flachen Scherenschnitten aus dünnem, durchsichtig geschabter und bunt gefärbter Tierhaut, traditionell Kamelhaut, heute aber oft aus Pappe. Ihre Größe schwankt zwischen 10 und 40 cm. Sie sind durchbrochen gearbeitet, so dass ihnen Licht- und Schattenwechsel Details, z. B. ausdrucksvolle Augen, verleihen.
Hinter der von Lampen angestrahlten Leinwand bewegen sich die Figuren als farbige Schatten. Da die Einzelteile der Figuren, etwa die Gliedmaßen, an den Gelenken, aber auch an Kopf und Taille durch Schnüre verbunden sind, können die Gestalten abrupt-komische Bewegungen und lustige Verrenkungen vollziehen. Der Puppenspieler steuert sie mit Hilfe von Stöcken, an denen sie befestigt sind. Mit großer Fingerfertigkeit dirigiert er bis zu drei Figuren und imitiert dazu die unterschiedlichen Stimmen.

## Trivia
- Der Europäische Gerichtshof für Menschenrechte musste sich im Rechtsstreit Katrami vs. Griechenland mit Karagiozis befassen: Die Journalistin Alexandra Katrami hatte einen Untersuchungsrichter als Karagiozis bezeichnet und war wegen Beleidigung zu einer Freiheitsstrafe (auf Bewährung) verurteilt worden. Der EGMR stellte in seinem Urteil vom 6. Dezember 2007 zwar fest: „Karagiozis ist eine Marionnette, eine der türkischen Kultur entlehnte fiktive Figur. Sie ist die Hauptperson des griechischen Schattentheaters. Der Gebrauch der Bezeichnung ‚Karagiozis‘ hat einen negativen Beigeschmack und bezieht sich auf eine Person, die als Kasper eingeschätzt und somit als lächerlich beurteilt wird.“ Der Gerichtshof beanstandete jedoch, bei der Verurteilung wegen Beleidigung zu einer Freiheitsstrafe sei nicht ausreichend gegen die Meinungsfreiheit abgewogen worden, und verurteilte den griechischen Staat zum Schadensersatz.[2]
- Die Entscheidung der UNESCO im September 2009, das Karagöz-Theater in die Liste des türkischen Kulturerbes aufzunehmen, löste in Griechenland heftige Proteste aus.[3]